# Jägerhornska regementet
Jägerhornska regementet, ursprungligen Bergsregementet, var ett värvat infanteriförband inom svenska armén som verkade i olika former åren cirka 1709–1808. Åren 1717–1808 bar regementet i regel namn efter förbandschefen.

## Historik
Regementet har sitt ursprung från de två Bergsbataljonerna Sinclair och Zeedtz, uppsatta 1701 respektive 1703. År 1705 sammanslogs dessa två bataljoner och 1709 kom de att organiseras som Bergsregementet. Från 1717 kom Bergsregementet att bära namn efter dess chefer. År 1719 tillfördes kvarvarande delar från det äldre Bergsregementet (även kallat Malmöska regementet) samt de Svenska och Tyska livregementena till fots. År 1721 upplöstes Skånska tre- och femmänningsregementet varvid även delar av det uppgick i regementet som nu benämndes Garnisonsregementet i Malmö. År 1722 tillkom även resterna av Östra skånska infanteriregementet.
Regementet, som var förlagt till Skåne, kom att omlokaliseras 1739 till Finland, där det inkvarterades i Villmanstrand, Fredrikshamn och Nyslott med flera orter. Regementet deltog åren 1741–1743 i Hattarnas ryska krig och överflyttades efter krigsslutet till Sverige. Efter kriget garnisonerades regementet till Göteborg, där det var förlagt fram till 1751 då det återigen omlokaliserades till Finland.
Från 1751 var regementet permanent förlagt till Svartholms fästning och Sveaborg. Regementet deltog i kriget 1788-1790 samt i Finska kriget 1808-1809, vid det senare var regementet känt som det Jägerhornska regementet ett namn det fått efter sin siste regementschef 1801. Efter Sveaborgs fall den 3 maj 1808 upplöstes regementet. Efter den svenska kapitulationen vid Sveaborg så lovade ryssarna i kapitulationsaktens 18 paragraf att alla svenska officerare och manskap skulle få kvarstanna i Finland till krigsslutet. Då ryssarna bröt detta löfte och istället ville föra soldaterna till Ryssland, kände sig flera inte längre bundna av kapitulationen, utan flydde och anslöt sig till den svenska armén igen.

## Förbandschefer
- 1701–1705: J L Creutz [b]
- 1703–1705: Samuel Zeedtz [c]
- 1705–1717: Samuel Zeedtz [d]
- 1717–1737: Pehr Adlerfelt
- 1737–1743: Ernst Gustaf von Willebrand
- 1743–1749: Gustaf Rutensparre
- 1749–1752: Jakob Albrekt von Lantinghausen
- 1752–1762: Johan Cronhielm
- 1762–1772: Carl Björnberg
- 1773–1773: Hugo Herman von Saltza
- 1773–1777: Carl Gustaf Skytte
- 1777–1788: Fredrik Fleming
- 1788–1801: Berndt Fredrik Stackelberg
- 1801–1808: Fredrik Adolf Jägerhorn

## Namn, beteckning och förläggningsort
| Bergsregementet               | 1709-??-?? | – | 1719-??-?? |
| Garnisonsregementet i Malmö   | 1719-??-?? | – | 1737-??-?? |
| von Willebrandts regemente    | 1737-??-?? | – | 1743-??-?? |
| Rutensparres regemente        | 1743-??-?? | – | 1749-??-?? |
| von Lantingshausens regemente | 1749-??-?? | – | 1752-??-?? |
| Cronhielmska regementet       | 1752-??-?? | – | 1762-??-?? |
| Björnbergs regemente          | 1762-??-?? | – | 1772-??-?? |
| von Saltzas regemente         | 1773-??-?? | – | 1773-??-?? |
| Skyttes regemente             | 1773-??-?? | – | 1777-??-?? |
| Flemings regemente            | 1777-??-?? | – | 1788-??-?? |
| Stackelbergska regementet     | 1788-??-?? | – | 1801-??-?? |
| Jägerhornska regementet       | 1801-??-?? | – | 1808-05-03 |

| Skåne och andra platser   | 1721-??-?? | – | 1751-??-?? |
| Finland och andra platser | 1739-??-?? | – | 1743-??-?? |
| Göteborg (F)              | 1743-??-?? | – | 1751-??-?? |
| Sveaborg (F)              | 1751-??-?? | – | 1808-05-03 |

## Bildgalleri

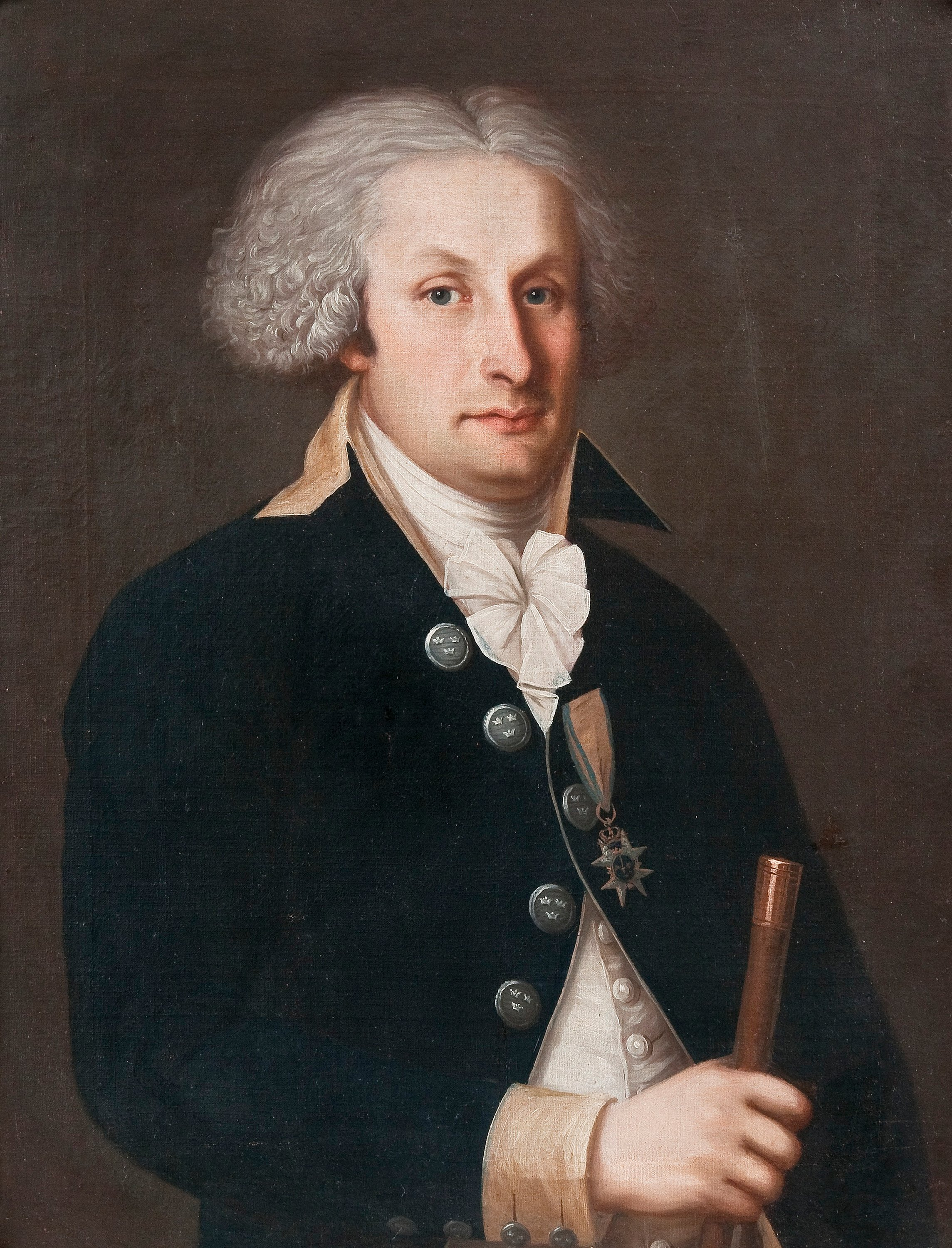
Fredrik Adolf Jägerhorn, regementets siste chef.
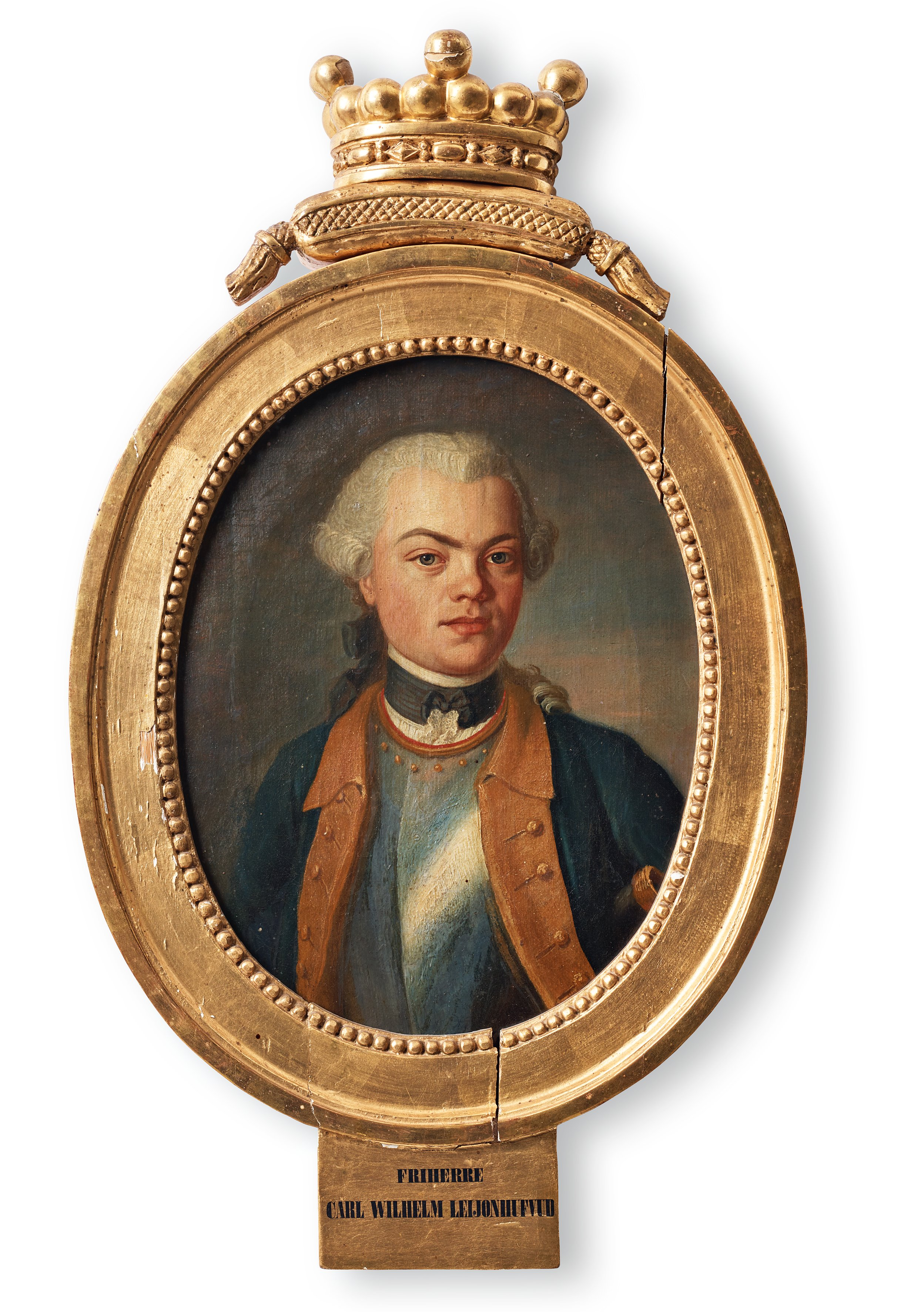
Carl Vilhelm Leijonhufvud i regementets uniform m/1756.
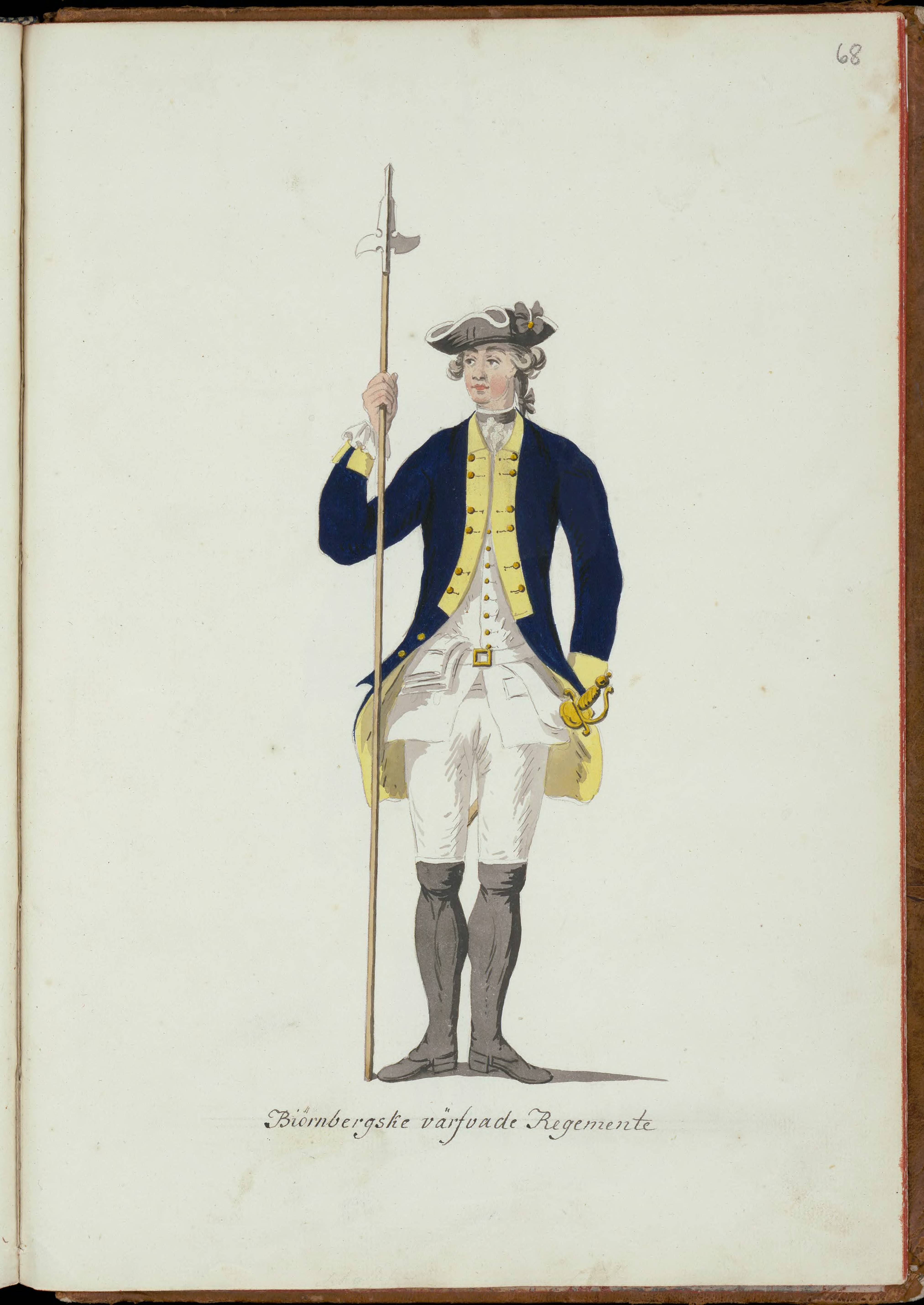
Regementets uniform m/1756
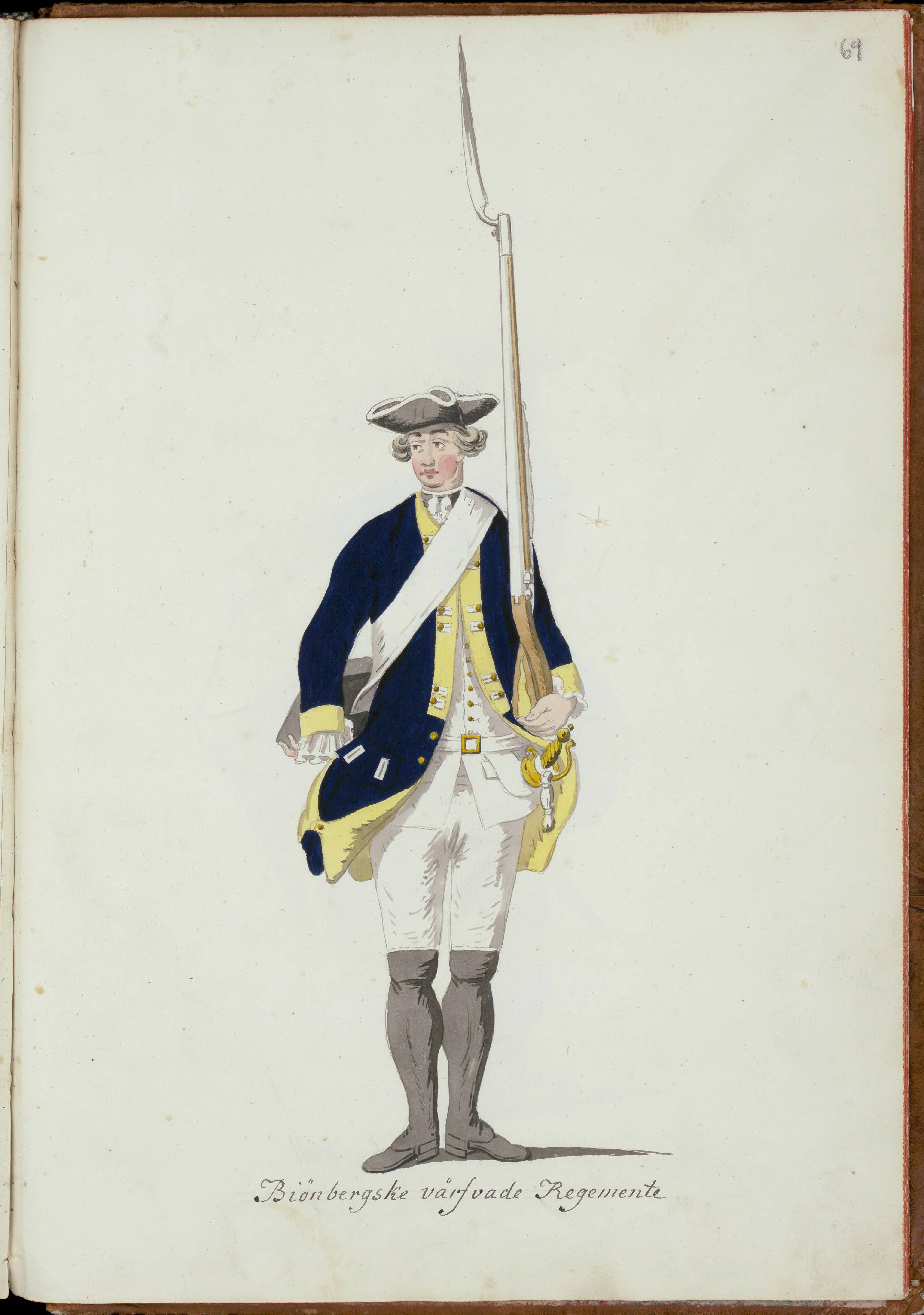
Regementets uniform m/1756
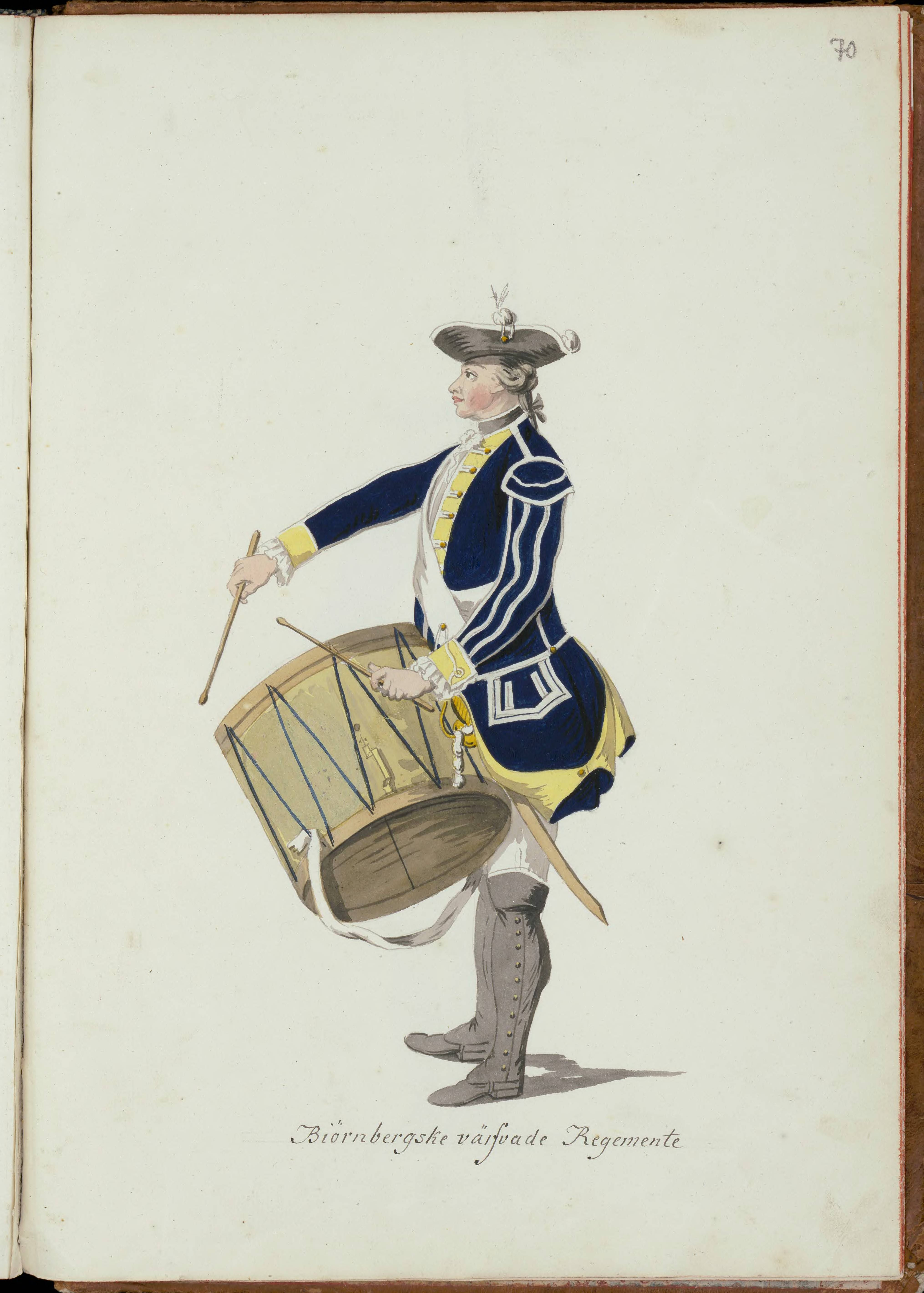
Regementets uniform m/1756